# Neuraxis
Neuraxis är ett kanadensiska death metal-band. Den bildades i Montreal 1994 av Steven Henry, Yan Thiel, Michel Brisebois och Felipe Angel Quinzanos. De har släppt sex studioalbum.

## Medlemmar
Senaste medlemmar
- Rob Milley – gitarr (1996–2015)
- Alex Leblanc – sång (2007–2015)
- Olivier Pinard – basgitarr (2009–2015)

Tidigare medlemmar
- Josh Staples – basgitarr
- Martin Auger – trummor (?–1999)
- Yan Thiel – basgitarr (1994–2009)
- Mathieu Royal – trummor (1994–1999)
- Michel Brisebois – sång (1994–1999)
- Steven Henry – gitarr (1994–2006)
- Félipé Quinzaños – gitarr (1994–1996)
- Maynard Moore – sång (1994–1999)
- Alex Erian – trummor (1999–2003)
- Ian Campbell – sång (1999–2007)
- Chris Alsop – sång (1999)
- Tommy McKinnon – trummor (2004–2009)
- Will Seghers – gitarr (2006–2010)
- Oli Beaudoin – trummor (2009–2013)

Turnerande medlemmar
- Derek Engemann – basgitarr (2008–2009)
- Étienne Gallo – trummor (2003–2004)

Bidragande musiker (studio)
- Benji – bakgrundssång (2001)
- Youri – bakgrundssång (2002)
- Steve Marois – bakgrundssång (2002)
- Jawsh Mullen – bakgrundssång (2002)
- Zac Joe – bakgrundssång (2002)
- Lenzig Leal – bakgrundssång (2002)
- Jason Netheron – bakgrundssång (2005)
- Patrick Loisel – bakgrundssång (2005)
- Sebastian Croteau – sång (2008)
- Chris Alsop – sång (2008)
- Luc Lemay – sång (2008)
- Bill Robinson – sång (2011)

## Diskografi
Demo
- In Silence (1999)
- Virtuosity (1999)

Studioalbum
- Imagery (1997)
- A Passage into Forlorn (2001)
- Truth Beyond... (2002)
- Trilateral Progression (2005)
- The Thin Line Between (2008)
- Asylon (2011)

Livealbum
- Live Progression (2007)

Sammanställningar
- Imagery/A Passage into Forlorn (2004)
- Truth Beyond.../Imagery/A Passage into Forlorn (2004)